# 宮島和美
宮島 和美（みやじま かずよし、1950年1月28日 - ）は日本の実業家。ファンケル創業者池森賢二の義弟で、ファンケル代表取締役社長や、同社代表取締役会長、日本通信販売協会会長等を経て、成城学園理事長。

## 人物・経歴
神奈川県小田原市生まれ。1973年成城大学文芸学部マスコミュニケーション学科卒業。社会心理学石川弘義ゼミ出身。大学卒業後、ダイエー入社。ダイエー創業者中内㓛の側近として仕え、1995年ダイエー取締役秘書室長。1999年ダイエー常務執行役員秘書室長。
2001年ファンケル取締役社長室長。2003年ファンケル常務取締役社長室担当兼社長室長。2004年ファンケル取締役常務執行役員社長室担当兼社長室長。2007年ファンケル代表取締役社長執行役員。2008年ファンケル代表取締役会長執行役員。
2010年日本通信販売協会会長。
2012年経済産業省産業構造審議会流通部会委員。2013年ファンケル代表取締役社長執行役員。2017年ファンケル取締役副会長執行役員、さがみ信用金庫理事。2019年カカクコム取締役。2020年ファンケル相談役。2023年成城学園理事長。